# Koča pod Bogatinom
Koča pod Bogatinom (1513 m) je planinska postojanka, ki stoji na planini Na Kraju, v prostorih nekdanje avstrijske vojaške bolnišnice. Kočo so odprli leta 1932 in je bila v poznejših letih večkrat prenovljena in posodobljena. Upravlja jo PD Bohinj - Srednja vas in je oskrbovana od začetka novoletnih praznikov do konca prvomajskih praznikov ter od začetka junija do sredine oktobra. Koča ima gostinski prostor s 45 sedeži in točilnim pultom. Prenočišča nudi v 11 sobah s 42 posteljami in v skupni spalnici s 14 ležišči.

## Dostopi
- od Doma na Komni (15min)
- od Koče pri Savici (2.45h)
- od Koče pri Savici čez Komarčo (3.45h)
- iz Lepene čez Vratca (4-5h)

## Ture
- na Bogatin (1977m) 1.45h
- na Mahavšček (2008m) 2.15h
- na Krn (2245m) 5-7h